# Marco António Cadete Marques
Marco António Cadete Marques (Mouriscas, 13 de Junho de 1978) é um futebolista português, que joga habitualmente a defesa.
Na segunda metade da época 2007/2008 este ao serviço do Gondomar Sport Clube, por empréstimo do Leixões Sport Club. No começo da época seguinte, foi contratado pelo Clube Desportivo Feirense, numa ligação válida por um ano.